# モノラル放送
モノラル放送（モノラルほうそう）とは、モノラル方式で、つまり単一の音声信号で送出されるラジオやテレビなどの放送のことである。
初期の放送はモノラル放送で、次第にステレオ放送が可能となり、アメリカ合衆国では1982年に中波のステレオ放送が導入された。

## モノステレオ放送
モノステレオ放送（疑似ステレオ放送、またはテクニカルステレオ放送）とは、モノラルで収録した音源をステレオ音声信号で放送するステレオ放送の一種である。地上デジタル放送・BSデジタル放送・CSデジタル放送などのNHKや民放局は、二重音声放送（ステレオおよび5.1サラウンド信号）や5.1サラウンド放送の信号はあれど、モノラル放送の信号が存在しないため、モノラル音源の番組をステレオ信号やステレオ二重音声信号で代替放送している。原則としてF8Eのステレオ信号しか送出されない民放FMラジオ局もモノラル音源の番組をステレオ信号で放送している。